# Continental Rails II
Continental Rails II ist ein Eisenbahnspiel, das als Play-by-E-Mail-Spiel in den Sprachen Englisch, Französisch und Deutsch von Epistoludisme & Cie angeboten wird. Es spielt im 19. Jahrhundert in den USA.

## Spielbeschreibung
Das Spielfeld, das die USA und die angrenzenden Länder zeigt, ist in Regionen aufgeteilt, die es mit der Eisenbahn zu erschließen gilt. Zu Beginn des Spiels sind die einzelnen Streckenabschnitte vorgegeben, aber noch nicht bebaut. Außerdem steht die mit ein bis fünf Punkten bewertete wirtschaftliche Bedeutung der Städte fest. Die 10–15 Spieler sind einerseits als Investoren tätig. Andererseits können sie bis zu zwei Eisenbahngesellschaften selbst führen, wenn ihr Aktienanteil groß genug ist.
Ein Spieler kann für Privatbahnen Gebote abgeben. Später kann er eine Privatbahn in eine Aktiengesellschaft umwandeln oder mit einer Aktiengesellschaft fusionieren. Da er einen Teil der neuen Aktien behält, hat er Chancen, Eisenbahn-Präsident zu werden.
Im Weiteren kann der Spieler an der Börse mit Eisenbahn-Aktien handeln. Er kann Aktien, deren Kurs er für günstig hält, kaufen und sie später wieder verkaufen. Während der Haltezeit erhält er dafür Dividenden. Er kann auch Aktien, die er für überbewertet hält, ungedeckt verkaufen. Schließlich kann er mit Aktienkäufen den Mehrheitsanteil an einer Eisenbahn anstreben, um so deren Präsident zu werden. Für seine Investitionen setzt der Spieler sein (virtuelles) Bargeld ein. Zusätzlich erhält er von der Bank einen Kredit. Die Kreditlimits richten sich nach der Höhe des Vermögens und nach der Konjunkturlage. Je mehr Geld ein Spieler verdient, umso besser sind seine Chancen in der Kategorie Robber Baron. Diese bewertet das Vermögen des Spielers. Er kann aber sein Geld auch einem wohltätigen Zweck zukommen lassen und damit Punkte in der Kategorie Rail Prodigal sammeln.
Ein Spieler, der Präsident einer Eisenbahngesellschaft ist, kann Befehle für seine Eisenbahn abgeben. Er kann unter anderem die Höhe der Dividende festsetzen. Er kann bestimmen, in welche Richtung die Strecken ausgebaut werden. Im Rahmen der Spielregeln kann er auch in die eigene Tasche wirtschaften, indem er überteuerte Bauaufträge vergibt. Der aktionärsfreundlichste Präsident erhält die meisten Punkte in der Kategorie Rail Mogul, der schnellste Streckenbauer in der Kategorie Rail Builder und der Präsident, dessen Züge die meisten Gebiete befahren, in der Kategorie Rail Magnat.
Oberstes Ziel des Spiels ist es, in der Kategorie Rail Baron, einer Kombination der oben beschriebenen fünf Kategorien, die meisten Punkte zu erlangen.

## Geschichte
Als Vorgänger von Continental Rails II wurde das Postspiel Continental Rails von John und Laurie Van De Graaf entwickelt. Continental Rails wurde in den USA von Graaf Simulations, in Großbritannien von Madhouse und in Deutschland (unter dem Titel Railway) von Peter Stevens Postspiele angeboten.
Continental Rails II lief in den USA bei Dynamic Games. In der Gegenwart leitet Roland Danard von der französischen Firma Epistoludisme & Cie das Spiel. PBeM-Spiele.de betreibt ein Forum für die deutschsprachigen Spieler.